# Doplňovací volby do Senátu Parlamentu České republiky 2014
Doplňovací volby do Senátu Parlamentu České republiky se v roce 2014 konaly dvakrát. První volby proběhly v lednu ve volebním obvodu č. 80 – Zlín, druhé volby proběhly v září ve volebním obvodu č. 22 – Praha 10.

## Senátní obvod č. 80 – Zlín
Volby v senátním obvodu č. 80 – Zlín se konaly z důvodu zvolení senátora Tomia Okamury (nezáv.) v říjnu 2013 ve sněmovních volbách poslancem Poslanecké sněmovny Parlamentu České republiky. Okamura byl do Senátu zvolen ve volbách v roce 2012 a jeho mandát trval do roku 2018. První kolo doplňovacích voleb, které vyhlásil prezident Miloš Zeman dne 11. listopadu 2013, proběhlo 10. a 11. ledna 2014, druhé kolo následně 17. a 18. ledna 2014. Novým senátorem byl ve druhém kole voleb zvolen Patrik Kunčar z KDU-ČSL. Volební účast činila v prvním kole 23,33 %, ve druhém 16,36 %.

### Kandidáti a výsledky
Volební výsledky:
| Kandidát | Kandidát               | Volební strana | Navrhující strana | Politická příslušnost | Počet hlasů (1. kolo) | %     | Počet hlasů (2. kolo) | %     |
| -------- | ---------------------- | -------------- | ----------------- | --------------------- | --------------------- | ----- | --------------------- | ----- |
|          | Bc. Patrik Kunčar      | KDU-ČSL        | KDU-ČSL           | KDU-ČSL               | 5 363                 | 23,36 | 10 161                | 63,16 |
|          | Bc. Libor Lukáš        | ODS            | ODS               | ODS                   | 3 792                 | 16,52 | 5 925                 | 36,83 |
|          | Mgr. Milena Kovaříková | ČSSD           | ČSSD              | ČSSD                  | 3 695                 | 16,09 | —                     | —     |
|          | MUDr. Pavel Talaš      | Úsvit          | Úsvit             | BEZPP                 | 2 967                 | 12,92 | —                     | —     |
|          | Ing. Jana Juřenčáková  | NEZ            | NEZ               | BEZPP                 | 2 949                 | 12,84 | —                     | —     |
|          | Radomír Rafaja         | KSČM           | KSČM              | KSČM                  | 1 686                 | 7,34  | —                     | —     |
|          | Mgr. Zuzana Lapčíková  | STAN, ZHN      | STAN              | BEZPP                 | 1 613                 | 7,02  | —                     | —     |
|          | Jiří Remeš             | Svobodní       | Svobodní          | Svobodní              | 529                   | 2,30  | —                     | —     |
|          | Ing. Luděk Maděra      | Piráti         | Piráti            | BEZPP                 | 359                   | 1,56  | —                     | —     |

## Senátní obvod č. 22 – Praha 10

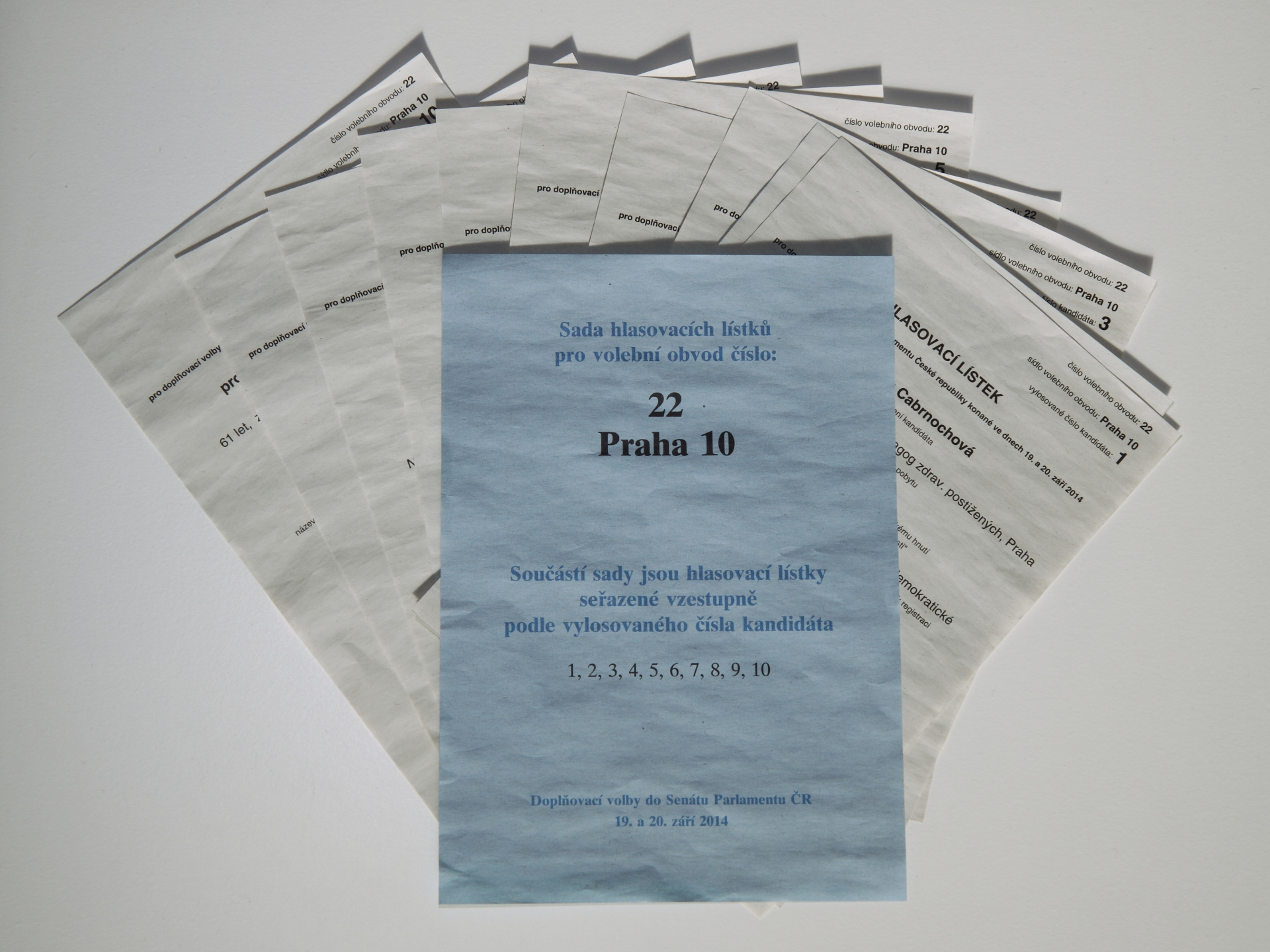
Hlasovací lístky do prvního kola doplňovacích voleb v obvodu č. 22

Volby v senátním obvodu č. 22 – Praha 10 se konaly z důvodu zvolení senátora Jaromíra Štětiny (nestr. za TOP 09) v červnu 2014 v evropských volbách poslancem Evropského parlamentu. Štětina byl do Senátu zvolen ve volbách v roce 2010 a jeho mandát trval do roku 2016. První kolo doplňovacích voleb proběhlo 19. a 20. září 2014, druhé kolo následně 26. a 27. září 2014. Novou senátorkou byla ve druhém kole voleb zvolena Ivana Cabrnochová ze Strany zelených. Volební účast činila v prvním kole 15,80 %. Ve druhém kole byla extrémně nízká, 8,75 %, což je historicky vůbec nejnižší volební účast v českých senátních volbách.
Současně s oběma koly probíhalo v městské části Praha 10 (jejíž územní vymezení se od území senátního obvodu mírně odlišuje) množství místních referend, která městská část vyhlásila v reakci na petici, jež požadovala referendum k datu komunálních voleb se čtyřmi otázkami týkajícími se kontroverzní výstavby radnice. Petice však nebyla uznána jako platná a radniční koalice nedokázala vysvětlit, proč rozložila referenda do tří termínů a původně požadované otázky nasadila na ten volební termín, při kterém lze očekávat nejnižší účast.

### Kandidáti a výsledky
O mandát se ucházelo deset kandidátů. V prvním kole se na prvních třech místech umístily všechny tři kandidující ženy, a to s poměrně těsným rozdílem, do druhého kola postoupily Ivana Cabrnochová a Jana Dušková. I druhé kolo bylo vyrovnané; zvítězila v něm Ivana Cabrnochová, která tak byla zvolena senátorkou. Renata Sabongui, která o pouhých pět hlasů nepostoupila do druhého kola, napadla výsledek prvního kola voleb u Nejvyššího správního soudu s podezřením na manipulaci s hlasy v Domově pro seniory v Malešicích. Soud však po přepočítání hlasů žádné nesrovnalosti neobjevil a stížnost zamítl.
| Kandidát | Kandidát                             | Volební strana | Navrhující strana | Politická příslušnost | Počet hlasů (1. kolo) | %     | Počet hlasů (2. kolo) | %     |
| -------- | ------------------------------------ | -------------- | ----------------- | --------------------- | --------------------- | ----- | --------------------- | ----- |
|          | Mgr. Ivana Cabrnochová               | Zelení, ČSSD   | Zelení            | Zelení                | 2 092                 | 15,83 | 3 664                 | 50,91 |
|          | prof. MUDr. Jana Dušková, DrSc., MBA | ANO            | ANO               | BEZPP                 | 2 060                 | 15,59 | 3 532                 | 49,08 |
|          | Mgr. Renata Sabongui                 | TOP 09, STAN   | TOP 09            | BEZPP                 | 2 055                 | 15,55 | —                     | —     |
|          | Antonín Panenka                      | NPP10-HPLD     | NPP10-HPLD        | BEZPP                 | 1 776                 | 13,44 | —                     | —     |
|          | JUDr. PhDr. Oldřich Choděra          | ODS            | ODS               | ODS                   | 1 564                 | 11,83 | —                     | —     |
|          | PharmDr. Lubomír Chudoba             | KDU-ČSL, LES   | KDU-ČSL           | BEZPP                 | 1 293                 | 9,78  | —                     | —     |
|          | RNDr. Jiří Payne                     | Svobodní       | Svobodní          | Svobodní              | 977                   | 7,39  | —                     | —     |
|          | RNDr. Milan Neubert                  | KSČM           | KSČM              | Levice                | 954                   | 7,22  | —                     | —     |
|          | Ing. Miroslav Kos                    | SNOP           | SNOP              | BEZPP                 | 399                   | 3,01  | —                     | —     |
|          | Pavel Jánský                         | ČS             | ČS                | BEZPP                 | 43                    | 0,32  | —                     | —     |